# Allemond
Allemond – miejscowość i gmina we Francji, w regionie Owernia-Rodan-Alpy, w departamencie Isère.
Według danych na rok 1990 gminę zamieszkiwało 600 osób, a gęstość zaludnienia wynosiła 13 osób/km² (wśród 2880 gmin regionu Rodan-Alpy Allemond plasuje się na 1064. miejscu pod względem liczby ludności, natomiast pod względem powierzchni na miejscu 76.).